# دانشسرای کشاورزی
دانشسرای کشاورزی یک منطقهٔ مسکونی در ایران است که در دهستان شیروان واقع شده‌است. دانشسرای کشاورزی ۱۷۰ نفر جمعیت دارد.